# Голосовкер Яків Еммануїлович
Голосо́вкер Яків Еммануїлович (4 (16) грудня 1890, Київ — 20 липня 1967, Москва) — філософ, письменник і перекладач.

## Життєпис
Закінчив Університет св. Володимира у Києві (1913). Після 1917 переїхав до Москви, де був одним з організаторів шкільної освіти в системі Наркомосу. 1919–1920 направлений до Криму для охорони пам'яток культури. 1922–1929 — на педагогічній роботі. Наприкінці 1920 — поч. 30-х рр. переклав окремі твори німецьких романтиків, грецьких ліриків; перекладав і коментував філософські твори, зокрема Ф. Ніцше, Й.-Ґ. Гердера. Читав курс античної літератури, філософії, естетики у Московському університеті, на Вищих літературних курсах. Заарештований 1936. До 1939 відбував ув'язнення у Воркуті, 1939–1942 — на засланні в Александрові. Завдяки О. Фадєєву 1942 Г. виправдано. Рукописи Г. згоріли. Відновив прозовий твір «Сожженный роман» (опубл. у ж. «Дружба народов», 1991, № 7; перекладено іноземними мовами). Від 1944 входив до складу Гораціанного гуртка.

## Творчий спадок
Уклав «Антологию античной лирики в русских переводах, начиная с XVIII в.» (2000 поезій 135 авторів; не опубл.).
Видано книгу перекладів Г.: «Гораций. Избранные оды», «Поэты-лирики Древней Эллады и Рима». У «Сказаниях о титанах» (Москва, 1955; 1957; 1993), «Сказании о кентавре Хироне» (Москва, 1961) зроблено спроби у художній формі відтворити втрачені давньоеллінські міфи. Г. розглядає роман Ф. Достоєвського «Братья Карамазовы» як приховану полеміку з «Критикою чистого розуму» І. Канта; у головних персонажах роману бачить своєрідну художню персоніфікацію Кантових антиномій. На думку Г., «крижаному» категоричному імперативу І. Канта Ф. Достоєвський протиставив «палку діяльність любові», «практику, де знання серця перескакує через усі постулати й висновки» — там, «де розум-теоретик зривається в трагедію». Автор есе «Секрет автора (Штосс М. Ю. Лермонтова)» // «Русская литература», 1991, № 4). Посмертно видано гол. філос. дослідж. Г. — «Имагинативный Абсолют» — про механізм і значення творчої уяви, а також книгу «Сказания о титанах» (Москва, 1993).

## Праці
- Достоевский и Кант. Размышленния читателя над романом «Братья Карамазовы» и трактатом «Критика чистого разума». Москва, 1963;
- Логика мифа. Москва, 1987;
- Миф моей жизни (Автобиография) // ВФ. 1989. № 2;
- Имагинативная эстетика // Символ. 1993. № 29;
- Засекреченный секрет: Философская проза. Томск, 1998.